# Vists församling, Skara stift
Vists församling var en församling i Skara stift i nuvarande Ulricehamns kommun. Församlingen uppgick 1938 i Ulricehamns församling. 

## Administrativ historik
Församlingen har medeltida ursprung. 
Församlingen var till 1733 annexförsamling i pastoratet Timmele, Brunn och Vist som till 1546 även omfattade Bjättlunda församling och åtminstone till 1554 Västervånga församling och från 1684 Bogesunds församling. Från 1733 till 1938 var den annexförsamling i pastoratet Ulricehamn, Timmele, Brunn och Vist. Församlingen uppgick 1938 i Ulricehamns församling.

## Kyrkor
- Vists kyrka, Västergötland